# Vanessa Warwick
Vanessa Warwick es una presentadora inglesa de televisión, popular por haber presentado el programa Headbangers Ball en la cadena MTV. Vanessa fue la encargada de presentar la versión europea del programa entre 1991 y 1996, mientras que la versión norteamericana era presentada generalmente por Adam Curry y Riki Rachtman.

## Vídeos producidos
- 2000 - Motörhead: God Save The Queen
- 2001 - Doro Pesch: White Wedding
- 2003 - Motörhead: Live @ Brixton Academy